# パイオニア6,7,8,9号機
パイオニア6,7,8,9号機(Pioneer 6, 7, 8, and 9)は、パイオニア計画の宇宙探査機である。全てが、離れた場所から惑星間の現象を継続的に観測することを目的に設計された太陽周回、スピン安定性、太陽電池給電の人工衛星である。それぞれパイオニアA,B,C,Dとしても知られる。5機目のパイオニアEは、打上げの際の事故で失われた。

## 目的
パイオニア6,7,8,9号機は、太陽風、太陽磁場、宇宙線に関して最初の詳細で包括的な測定を行うために製造された。惑星間空間の幅広い磁気現象や粒子や場を測定できるように設計された。探査機からのデータは、恒星の現象や構造、太陽風の流れの研究に用いられた。また探査機は、世界で最初の太陽気候ネットワークとして働き、地球の通信に影響を与える太陽嵐の粒子のデータを提供した。
実験では、太陽風の中の陽イオンと電子、惑星間の電子密度（電波伝搬）、太陽や銀河からの宇宙線、惑星間磁場等が研究された。

## 探査機
それぞれの探査機は全く同一であり、軌道上の乾重量は146kgである。直径0.94m、高さ0.81mの円筒形で、1.8mの長さの磁気計と太陽電池パネルを備える。
メインのアンテナは、高利得の指向性アンテナである。約1Hzのスピン安定で、スピン軸は黄道面に垂直で天の南極を指す。
搭載機器は、次のようなものである。
| - Solar Wind Plasma Faraday Cup (6,7) - Cosmic-Ray Telescope (6,7) - Electrostatic Analyzer (6,7,8) - Superior Conjunction Faraday Rotation (6,7) - Spectral Broadening (6) - Relativity Investigation (6) | - Uniaxial Fluxgate Magnetometer (6) - Cosmic-Ray Anisotropy (6,7,8,9) - Celestial Mechanics (6,7,8,9) - Two-Frequency Beacon Receiver (6,7,8,9) - Single-Axis Magnetometer (7,8) - Cosmic Dust Detector (8,9) | - Cosmic Ray Gradient Detector (8,9) - Plasma Wave Detector (8) - Triaxial Magnetometer (9) - Solar Plasma Detector (9) - Electric Field Detector (9) |

## 通信
地上からの指令で、5つのビットレート、4つのデータフォーマット、4つの運用モードから選択することができる。5つのビットレートは、512、256、64、16、8ビット毎秒である。4つのうち3つのデータフォーマットは主に科学データで、フレーム毎に7ビットのワード32個から構成されていた。1つの科学データフォーマットには、2つの高速のビットレートが用いられ、もう1つには3つの低速のビットレートが用いられる。3つめは、電波伝搬実験からのデータのみを含む。4つめのデータフォーマットは、主に技術データを含む。
4つの運用モードは、リアルタイム、遠隔貯蔵、負荷サイクル貯蔵、メモリー読出しである。リアルタイムモードでは、採集されたデータは、指定されたデータフォーマットとビットレートで直接伝送される。遠隔貯蔵モードでは、データは貯蔵され、フォーマットとビットレートが選択されると同時に伝送される。負荷サイクル貯蔵モードでは、科学データの単一フレームが512ビット毎秒の速度で採集され、貯蔵される。連続するフレームの採集と貯蔵の間隔は、地上からの指令により、2分-17分から19時間まで変更できる。メモリー読出しモードでは、データはどのようなビットレートでも読み出すことができる。

## 時系列と現在の状況
パイオニア6号から9号の計画は、費用対効果という面で、アメリカ航空宇宙局の全ての宇宙探査計画で最も安上がりなものの1つであったと言われている。探査機は、近年では恒常的に科学データを送ってくる訳ではないが、2000年12月8日には、打上げ以来の連続運用35周年を記念しての交信に成功した。元々の設計寿命は、わずか6箇月であった。
NASAは、パイオニア6号の状況を「現存」としているが、2007年3月26日の時点で、2000年12月8日以来交信が途絶えたままである。この時点で、パイオニア6号の運用は1万2,758日であり、2012年8月13日にボイジャー2号に更新されるまで、宇宙探査機の最も長い運用期間の記録であった。パイオニア7号と8号との交信は現在でも可能だと信じられている。パイオニア9号は交信不能の状態となっている。

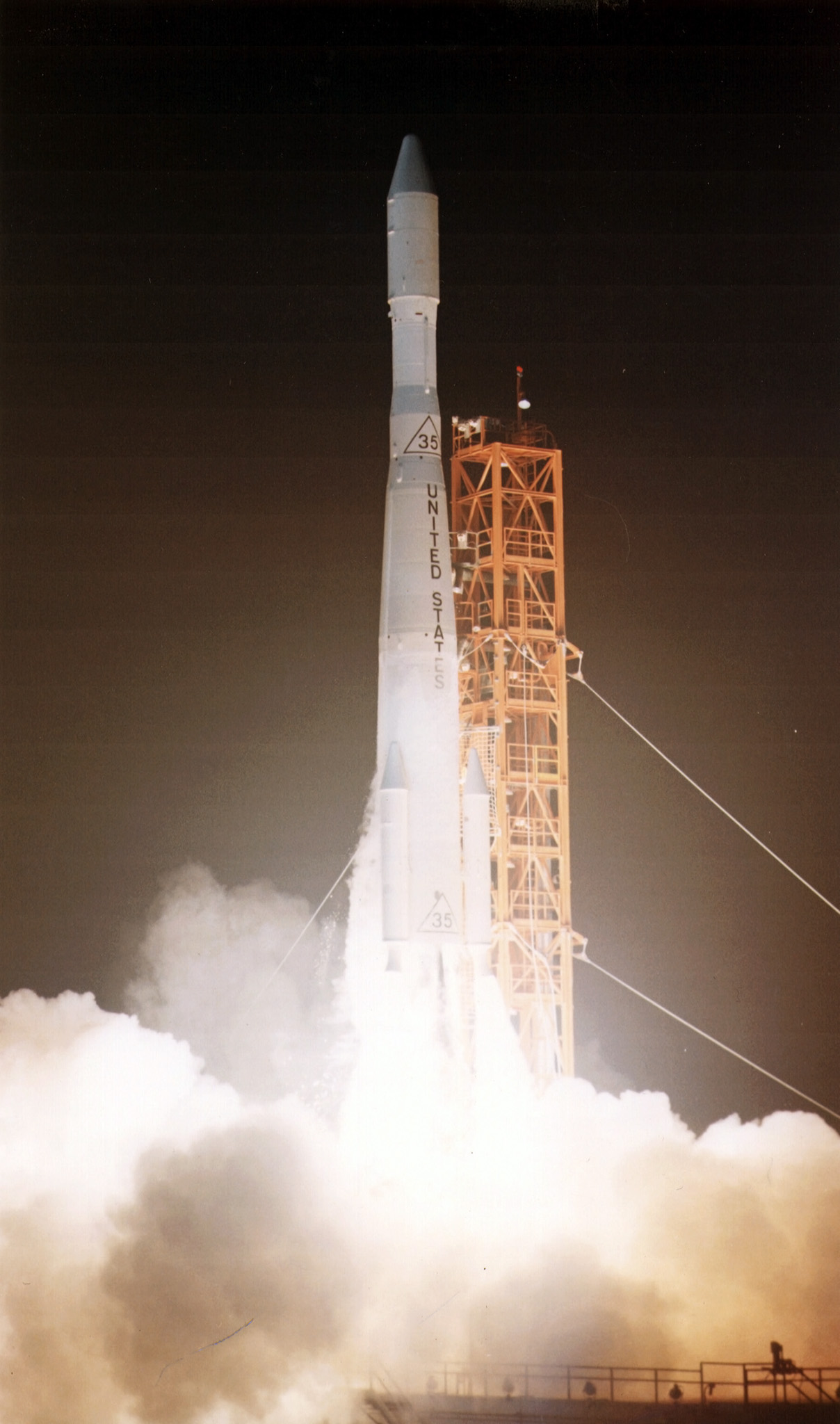
パイオニア6号の打上げ

### パイオニア6号
1965年12月16日7時31分0秒UTC、ケープカナベラル空軍基地から打ち上げられ、平均距離0.8天文単位の太陽軌道に乗せられた。
1995年12月、進行波管が故障した。
1996年7月、バックアップの進行波管を用いるよう指令が出された。
1997年10月6日、オーストラリアのキャンベラ深宇宙通信施設の直径70mパラボラアンテナ(DSS 43)で追跡された。
2000年12月8日、約2時間の交信に成功した。

### パイオニア7号
1966年8月17日、ケープカナベラル空軍基地から打ち上げられ、平均距離1.1天文単位の太陽軌道に乗せられた。
1986年3月20日、ハレー彗星から1230万kmの距離を通過し、彗星の水素の尾と太陽風の相互作用を測定し、彗星の中性水素に対して太陽風のHe++との荷電交換が起こり、H+プラズマが生成していることが発見された。
1995年3月31日、追跡に成功した。探査機と科学機器の1つは機能を保持していた。

### パイオニア8号
1967年12月13日、14時8分0秒UTC、ケープカナベラル空軍基地から打ち上げられ、平均距離1.1天文単位の太陽軌道に乗せられた。
1996年8月22日、バックアップの進行波管を用いるよう指令が出され、下りのシグナルが復活した。科学機器の1つが機能を取り戻した。

### パイオニア9号
1968年11月8日、9時46分00秒UTC 、ケープカナベラル空軍基地から打ち上げられ、平均距離0.8天文単位の太陽軌道に乗せられた。
1983年5月までパイオニア9号との交信は維持されていたが、1987年の交信には失敗した。

### パイオニアE
1969年8月27日、21時59分00秒UTC、ケープカナベラル空軍基地から打ち上げられた。第1ステージの油圧ブレーキが故障した後、打上げ機は発射場安全のために破壊された。